# Mesaceratherium
Mesaceratherium (лат.) — род вымерших млекопитающих из подсемейства Rhinocerotinae семейства носороговых (Rhinocerotidae). Их ископаемые остатки найдены в единственном местонахождении на территории Пакистана (Белуджистан) в отложениях позднего олигоцена — раннего миоцена
(28,4—15,97 млн лет назад).

## Классификация
Род включает 3 вида:
- †Mesaceratherium gaimersheimense Heissig, 1969 typus
- †Mesaceratherium paulhiacense Richard, 1937
- †Mesaceratherium welcommi Antoine et al., 2010